# Mars Attacks! (bande originale)
Albums de Danny Elfman
Mesure d'urgence
(1996) Men in Black
(1997)
Mars Attacks! - Music From The Motion Picture Soundtrack, composé par Danny Elfman, est la bande originale distribué par Atlantic Records en 1996, du film américain réalisé par Tim Burton, Mars Attacks!, sortis en 1996. Cet album marque la sixième collaboration entre le compositeur et le réalisateur. Elle s'illustre par l'emploi du thérémine, instrument électronique de musique d'usage peu fréquent.

## Liste des titres
| 1.    | Introduction        | Danny Elfman | 1:41 |
| 2.    | Main Titles         | Danny Elfman | 2:22 |
| 3.    | First Sighting      | Danny Elfman | 1:27 |
| 4.    | The Landing         | Danny Elfman | 6:01 |
| 5.    | Ungodly Experiments | Danny Elfman | 0:53 |
| 6.    | State Adress        | Danny Elfman | 3:05 |
| 7.    | Martian Madame      | Danny Elfman | 3:02 |
| 8.    | Martian Lounge      | Danny Elfman | 2:54 |
| 9.    | Return Message      | Danny Elfman | 2:17 |
| 10.   | Destructo X         | Danny Elfman | 1:17 |
| 11.   | Loving Heads        | Danny Elfman | 1:20 |
| 12.   | Pursuit             | Danny Elfman | 2:55 |
| 13.   | The War Room        | Danny Elfman | 1:31 |
| 14.   | Airfield Dilemma    | Danny Elfman | 2:05 |
| 15.   | New World           | Danny Elfman | 1:44 |
| 16.   | Ritchie's Speech    | Danny Elfman | 3:09 |
| 17.   | End Credits         | Danny Elfman | 4:00 |
| 18.   | Indian Love Call    | Slim Whitman | 3:08 |
| 19.   | It's Not Unusual    | Tom Jones    | 1:59 |
| 46:50 |                     |              |      |

## Musiques additionnelles
- Outre les titres présents, sur l'album, on entend aussi durant le film les morceaux suivants [2] :
  - Escape (The Piña Colada Song)
    - Écrit et interprété par Rupert Holmes
    - Avec l'Aimable Autorisation de MCA Records.
    - Par arrangement avec MCA Special Markets and Products.

  - Headstrong
    - Écrit par E. Antwi and Filo
    - Interprété par Elisabeth Troy-Antwi
    - Avec l'Aimable Autorisation de Almost Records

  - Champagne Fanfare
    - Écrit par George Cates

  - Stayin' Alive
    - Écrit par Barry Gibb, Maurice Gibb et Robin Gibb
    - Interprété par les Bee Gees
    - Avec l'Aimable Autorisation de PolyGram International Music, B.V.
    - Par arrangement avec PolyGram Film & TV Licensing.

  - I'm Casting My Lasso Towards The Sky
    - Écrit par Jimmy Wakely et Lee 'Lasses' White
    - Interprété par Slim Whitman
    - Avec l'Aimable Autorisation de RCA Records Label of BMG Entertainment

  - Humming
    - Écrit par Portishead

## Commentaires
- Le 19 mai 2009, La-La Land Records sort une version en édition limitée de 3 000 copies, comprenant 28 pistes pour une durée 1:05:09[3].